# Kyren Lacy
Kyren Lacy (Thibodaux, Luisiana; 27 de diciembre de 2000-Houston, Texas; 12 de abril de 2025) fue un jugador estadounidense de fútbol americano que jugó en la posición de wide receiver.

## Carrera
Como novato en 2020 con Louisiana Ragin' Cajuns Lacy jugó 11 donde consiguió 28 recepciones para 364 yardas y cuatro touchdowns. En 2021 jugó en 13 partidos donde logró 22 recepciones para 304 yardas y seis touchdowns. Al terminar la temporada fue transferido a Louisiana State University (LSU), Donde fue titular en 2 de 14 partidos en su primer año con LSU en 2022, donde tuvo 24 recepciones para 268 yardas. Era el tercer wide receiver de LSU detrás de Malik Nabers y Brian Thomas Jr., siendo Lacy titular en 10 de 13 partidos donde registró 30 recepciones para 558 yardas y siete touchdowns. Regresó a LSU para la temporada 2024 como el wide receiver principal ya que los otros dos ya eran profesionales. El 19 de diciembre se declaró elegible para el draft de la NFL de 2025.

## Apariciones en bowls
- First Responder Bowl 2020 (ganó)
- New Orleans Bowl 2021 (ganó)
- Citrus Bowl 2023 (ganó)
- ReliaQuest Bowl 2024 (ganó)
- Texas Bowl 2024 (ganó)

## Accidente de tráfico
El 10 de enero de 2025 la Policía Estatal de Luisiana arrestó a Lacy al ser acusado de exceso de velocidad y pasar por sobre los peatones en la Autopista 20, provocando un choque frontal que mató a un pasajero de 78 años el 17 de diciembre de 2024. Se reportó que Lacy abandonó la escena sin llamar a la policía o a los servicios de emergencia. Lacy se resistió al arresto y fue liberado el mismo día al pagar una fianza de 151 000 dólares bajo los cargos de homicidio negligente, además de una felonía por abandonar la escena del crimen.

## Muerte
Lacy murió el 12 de abril de 2025 en Houston, Texas, a los veinticuatro años. Su muerte ocurrió dos días antes de su presentación ante el gran jurado para el caso del accidente de tráfico en diciembre de 2024. Las autoridades de Harris County el día antes de su muerte relataron que Lacy tuvo una discusión con un familiar y que disparó un arma de fuego contra el piso. Hubo una persecución que terminó cuando el vehículo de Lacy se estrelló. Lacy murió en su automóvil, y aparentemente el plan original era que se iba a suicidar con el arma de fuego.